# Hymns from the Heart
Hymns from the Heart – dwunasty album muzyka country Johnny’ego Casha, wydany w 1962. Płyta zawiera piosenki gospel i jest drugim albumem tego typu wydanym przez Casha - pierwszym był album Hymns by Johnny Cash. Cash nagrał dużo więcej albumów gospel, m.in. Sings Precious Memories lub Believe in Him.

## Lista utworów
| 1.  | "He'll Understand and Say Well Done" (R. Wilson)                            | 2:27  |
|     |                                                                             |       |
| 2.  | "God Must Have My Fortune Laid Away" (Ted Harris)                           | 2:49  |
|     |                                                                             |       |
| 3.  | "I Got Shoes" (Cash)                                                        | 2:01  |
|     |                                                                             |       |
| 4.  | "When I've Learned Enough to Die" (Ray Baker, Buddy Killen, Delbert Wilson) | 2:47  |
|     |                                                                             |       |
| 5.  | "Let the Lower Lights Be Burning" (Philip Bliss)                            | 2:14  |
|     |                                                                             |       |
| 6.  | "If We Never Meet Again" (Albert E. Brumley)                                | 3:02  |
|     |                                                                             |       |
| 7.  | "When I Take My Vacation in Heaven" (Herbert Buffum, R. Winsett)            | 2:26  |
|     |                                                                             |       |
| 8.  | "Taller Than Trees" (Lee Ferebee)                                           | 1:52  |
|     |                                                                             |       |
| 9.  | "I Won't Have to Cross Jordan Alone" (Charles Durham, Tom Ramsey)           | 3:00  |
|     |                                                                             |       |
| 10. | "When He Reached Down His Hand for Me" (G. Wright)                          | 2:04  |
|     |                                                                             |       |
| 11. | "My God Is Real" (Kenny Morris)                                             | 2:00  |
|     |                                                                             |       |
| 12. | "These Hands" (Eddie Noack)                                                 | 2:14  |
|     |                                                                             |       |
|     |                                                                             | 28:56 |
|     |                                                                             |       |

## Twórcy
- Johnny Cash - główny wykonawca, wokal
- Luther Perkins, Billy Strange, Ray Edenton - gitara
- Marshall Grant, Buddy Clark - gitara basowa
- W.S. Holland, Irving Kluger - bębny
- Floyd Cramer - fortepian
- Bill Pursell - organy
- Billy Lathum - banjo
- Marvin Hughes, Hubert Anderson - wibrafon
- Elliot Fisher, Anthony Olson, Frank Green, Olcott Vail, Joseph Livotti, Bobby Bruce - skrzypce
- Gary White, Myron Sander - altówka
- William E. Liebert - dyrygent